# Геріон (міфологія)
Геріо́н (грец. Γηρυόνης) — міфічний велетень, син Хрісаора й Каллірої, що мав три тулуба, три голови, шість ніг і шість рук. Мав величезні череди рогатої худоби, яку годував людським м'ясом. Викрадення цієї худоби стало десятим подвигом Геракла, міфи про якого містять найбільше відомостей про цього персонажа.

## Пошуки Геріона
Цар Еврістей дав Гераклу завдання, яке вважав непосильним — заволодіти коровами велетня Геріона, що жив на далекому острові, при цьому не вимагаючи їх і не купуючи. В пошуках Геріона Геракл перетнув Європу і досяг Тартесса, де спорудив на протилежних берегах протоки, що відокремлює Європу від Африки, дві кам'яні стели. За деякими переказами Геракл і розділив ці частини світу, викопавши між нимим канал. Згідно з іншими герой навпаки звузив  протоку, щоб крізь неї не могли пропливати кити й інші морські чудовиська.
Геракл поплив до шуканого острова Ерифія по воді, страждаючи від спеки. Герой пригрозив богові сонця Геліосу стрілою і той дав йому човна, або мідну посудину, на яку Геракл встановив вітрило з левиної шкури.

## Заволодіння худобою
Врешті герой досягнув Ерифії, де і жив Геріон, та піднявся на гору Абант, яку стеріг пес Ортр — брат Лернейської гідри та Кербера. Геракл забив пса довбнею, після чого так само розправився з пастухом Геріона Еврітоном. Не зустрічаючи більше ніякого спротиву, Геракл погнав череду худоби до моря. Але це побачив пастух худоби Гадеса Менет і розповів про викрадення Геріону.
Велетень викликав Геракла на поєдинок, в якому загинув, коли Геракл прострілив всі його три тулуба єдиною стрілою. На допомогу велетню прибула сама Гера, але герой поцілив стрілою і в неї, тож богині довелося покинути Ерифію. Він повернувся до човна і приплив до Еврістея, завдання якого таким чином було формально виконано, адже череда тепер не мала іншого власника, крім Геракла.
Подарований Геліосом човен Геракл з подякою повернув йому. З крові Геріона виросло дерево з червоними плодами, а його дочка Ерифія пізніше народила Норакса, що став засновником міста Нора на Сардинії.

## Трактування міфу про Геріона
У багатьох культурах, в тому числі й еллінській, жінка оцінювалась у худобі, тож початково міф міг відображати добуття викупу за наречену. В подорожі Геракла до Ерифії вбачається паралель з подорожжю Гільгамеша на острів мертвих. Імовірно, що обидва міфи мали спільне шумерське джерело. Геріон міг бути відповідником галлського бога Тарвоса. Саме його ім'я, як припускається, є спотвореним титулом Trigaranus (триголовий). Будучи початково богом сонця, за еллінських часів він став виконувати функції бога потойбічного світу, звідки його паралелі з Аїдом, вхід у володіння котрого також сторожить багатоголовий пес.